# オーボエ
オーボエ（オーボー、オーボワとも）は、吹奏楽器の一種であり、ダブルリードで発音する円錐管の楽器（複簧管楽器）である。原義はフランス語のhautbois（高い木）で、「高音（または大音量）の木管楽器」であるとされる。

## 概要
古代ギリシアの伝説においてマルシュアスが吹いたとされる縦笛アウロスがダブルリードの楽器であったと考えられているが、オーボエの直接の前身は、軍隊などが戸外で使用していたショームであり、これが木管楽器製作者のオトテール一族によって室内音楽用に改良され、17世紀頃オーボエとして誕生したと言われている。しかし、アムステルダムの木管楽器製作家リチャード・ハッカ（Richard Haka、1645年 - 1705年）の工房から、バロックオーボエとその前身のショームとの中間的な楽器が発見されていることから、オーボエの誕生にはハッカが関与したとする説もある。

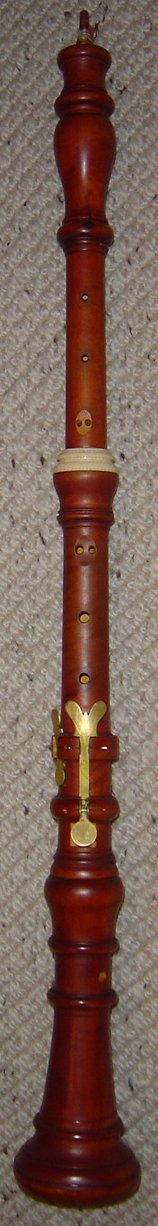
バロック・オーボエ

かつては弦楽器だけだったオーケストラに初めて入った管楽器であるが、バロック期のオーボエは、まだキーが2個から3個で、音域は中央ハから2オクターヴ上のニまでの約2オクターヴであった。
当初は国ごと、地方ごとに独特のキーシステムが用いられていたが、現代のオーボエではコンセルヴァトワール式と呼ばれるものが一般的である。これは19世紀を通じてシステムの機械化を図ったトリエベール（Triebert, Triébert）一族の貢献によるもので、現在のコンセルヴァトワール式はトリエベールの6型、現在でもイギリスを中心に用いられるサムプレート（親指板）式はトリエベール第5型を基準としている。オクターヴキーの機構によってセミオートマチックとフルオートマチックがあり、セミオートマチックは第1オクターヴキーと第2オクターヴキーの切り替えの時点で第1オクターヴキーが自動的に閉じる機構になっている。フルオートマチックはこれに加えて第2オクターヴキーが自動的に開き、奏者による操作を必要としない。キーにはオープン式とカバー式とがあり、現在はカバー式（カバードキー）が多い。オーボエの場合カバードキーといってもキーの中央に穴が開いている。フルートではリングキーと呼ばれる部類に入るが、オーボエではこれをカバードキーと呼んでいる。オープン式の場合は、現代のクラリネットのようにリングのみのキーを用いている。

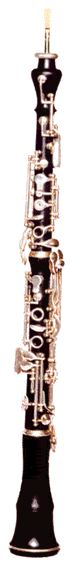
ウィーン式

主にドイツやロシアで用いられていたジャーマン式（ドイツ式）は、いまなおウィーン・フィルハーモニー管弦楽団で使われており、ウィーン式（ウィンナ・オーボエ、現在は日本のヤマハその他が製作）と呼ばれるようになっている。
ドイツ、ウィーン以外のオーストリア、東欧などでも20世紀初頭からコンセルヴァトワール式が主流となっているが、それには1890年代にドイツからパリ音楽院に留学し、ベルリン国立歌劇場のオーケストラで永く活動したフリッツ・フレミング(1873-1947）に負う所が多い。フレミングと姻戚関係にあったリヒャルト・シュトラウスが、この動きを強く奨励した。ただし、軍楽隊やアマチュアのために、1930年代頃まで古いドイツ型やフランスとの折衷型もカタログに載っていた。
ロシアでは一部に古いドイツ型やフランスとの折衷型があったが（アンソニー・ベインズの1950年代報告による）、一方ではロシア革命直後の満洲や上海租界での白系ロシア人のオーボエ奏者（サルイチェフ V. Sarychev、1895年 – 1968年 など）が既にコンセルヴァトワール式(Lorée)を使用していた記録があり、彼らは日本の演奏家にも大きな影響を残した。
楽器は、上管・下管・ベルといった部分から成り、上管の最上部にはリードの差し込み口がある。オーボエ属のコーラングレや、同じくダブルリード楽器であるファゴットのようにボーカルを介してリードと楽器を接続する形態ではなく、楽器に直接リードを差し込むのが特徴的である。管体は、クラリネットなどと同様にグラナディラが用いられることが多く、その他にはローズウッドやキングウッド材、メイプル(楓)材などのものも知られている。樹脂製の楽器も存在し、木製の楽器の一部に樹脂素材を用いているものもある。

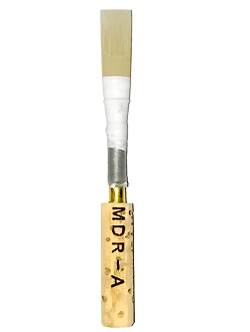
オーボエのリード

発音体であるリードは消耗品である。リードは楽器店で購入するか、奏者自ら製作する。リードの設計によって全音域での音程バランス、第1、第2オクターヴの音程バランス、ピッチ、高音の発音の容易さ、音色の変化の幅、アーティキュレーションの容易さ、その変化の幅、アンブシュアへの負担などに大きな影響があるため、リードにも国柄、使用している楽器のメーカー、またそのモデルによるスタイルの違いが見られる。アメリカではロングスクレープと呼ばれるリードの5分の4から3分の2程度が削られているものが主流である。ヨーロッパではショートスクレープというリード半分以下の部分が削られているものが主流であるが、イギリスにはやや異なった形でのロング・スクレープの伝統があり、独特な楽器で知られるウィーンのスクレープも長めである。

## 音域
音域は中央ハのすぐ下の変ロから3オクターヴ弱上のイまで約3オクターヴであるが、中には最高音が変ロとされているオーボエもある。奏法を工夫すれば、奏者の実力次第でそれより上のロ、ハ、変ニ、ニまで出すこともできるが、演奏は極めて困難である。また音の組み合わせに制限はあるが、ハーモニクス、二重音、三重音、多重音の発音が可能である。グリッサンド、フラッタータンギング、弱音奏法（これもハーモニクスと呼ばれる）、循環呼吸法による切れ目ない演奏、音色を変化させるフィンガリングなど、現代奏法にも広く適応する。1つの音程について音色の異なる20種類程のフィンガリング（timbre fingering）が存在することもあり、著名な現代曲ではいくつかの音についてこのフィンガリングが使われている。
オーボエは細かな調律が難しく、同時に演奏中に調律が変化しにくいことからオーケストラの音合わせでオーボエが使われることが知られている。

## 同属楽器
オーボエ属の楽器としては、
- オーボエ・ミュゼット
- オーボエ・ダモーレ
- コーラングレ（イングリッシュホルン）
- バリトンオーボエ（バスオーボエ）
- ヘッケルフォーン

などがある。

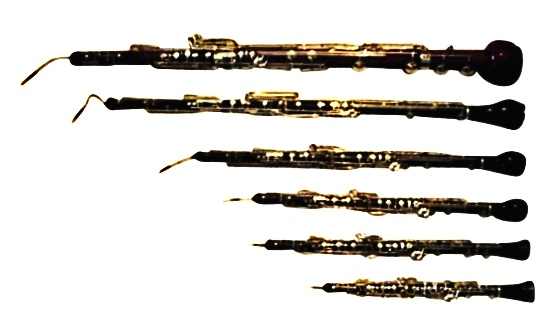
上からヘッケルフォーン、バリトンオーボエ、コーラングレ、オーボエ・ダモーレ、オーボエ、オーボエ・ミュゼット

ファゴット属のファゴットやコントラファゴットもダブルリード式の楽器であり、同じ発音原理を持つ。オーボエ用のリードとファゴット用のリードでは大きさが違うだけで、音響学的にみて非常に近い楽器である。オーケストラで使われることはめったにないが、チャルメラや篳篥も複簧管楽器（ダブルリード式の楽器）である。

## オーボエが活躍する楽曲
オーボエ協奏曲
管弦楽曲、オペラ、バレエなど
- J・S・バッハ：管弦楽組曲第1番、他多数の教会カンタータ及び受難曲、ト短調ミサ・ブレヴィスなど
- モーツァルト：歌劇「コジ・ファン・トゥッテ」序曲
- ベートーヴェン：
  - 交響曲第3番「英雄」（第2楽章 葬送行進曲主題、第4楽章 終結部）、第5番（第1楽章再現部のソロ）
  - 劇音楽「アテネの廃墟」序曲、歌劇「フィデリオ」第1幕フロレスタンのアリアへの助奏（ベートーヴェンとしては例外的に最高音fまで使用）
- シューベルト：未完成交響曲 第2楽章、交響曲第8番(ザ・グレート) 第2楽章
- ロッシーニ：歌劇「絹のはしご」序曲（第1主題）、歌劇「アルジェのイタリア女」序曲
- ブルックナー：交響曲第5番（第2楽章）
- ブラームス：交響曲第1番（第2楽章）、第2番（第3楽章）、ヴァイオリン協奏曲（第2楽章冒頭）
- ビゼー：交響曲（第2楽章）
- ボロディン：歌劇「イーゴリ公」（だったん人の踊り）
- チャイコフスキー：交響曲第4番（第2楽章）、バレエ音楽「白鳥の湖」
- ドヴォルザーク：スラヴ舞曲第1集 （第7番）
- カリンニコフ：交響曲第1番
- グリーグ：ノルウェー舞曲
- ショスタコーヴィッチ:交響曲第10番(第3,4楽章)

室内楽曲
- モーツァルト：
  - オーボエ四重奏曲
  - オーボエ、クラリネット、ホルン、ファゴットと管弦楽のための協奏交響曲
- プーランク：ピアノ、オーボエとファゴットのための三重奏曲
- ブリテン：幻想四重奏曲

無伴奏の独奏曲
- ベリオ：セクエンツァVII
- ブリテン：オヴィディウスによる六つの変容

鍵盤楽器伴奏の独奏曲
- シューマン：3つのロマンス
- サン＝サーンス：オーボエソナタ Op.166
- プーランク：オーボエソナタ FP185
- ヒンデミット：オーボエソナタ ト調

## 主なメーカー
日本
- ヤマハ
- ムジーク・ヨーゼフ

フランス
- リグータ
- ロレー
- マリゴ
- ビュッフェ・クランポン

ドイツ
- メーニッヒ
- LF

## 主な歴史的銘柄
- オトテール（Hotteterre） - フランス
- デンナー（Denner） - ドイツ・ニュルンベルク
- アイヒェントプフ（Eichentopf） - ドイツ・ライプツィヒ
- ステンズビー（Stanesby） - イギリス